# L'Establiment (Sant Hipòlit de Voltregà)
L'Establiment és una obra amb elements gòtics i renaixentistes de Sant Hipòlit de Voltregà (Osona) inclosa a l'Inventari del Patrimoni Arquitectònic de Catalunya.

## Descripció
Casa de planta quadrangular amb teulada de teula àrab de quatre vessants. Està situada a la cantonada de la plaça Major i el carrer que duu a la carretera de Sant Boi, amb la qual cosa té dues façanes ben diferenciades. A la de la plaça major, hi ha un portal d'arc de mig punt adovellat i tres finestres per planta. La finestra central del primer pis és classicista, amb dues pilastres que aguanten una cornisa, mentre que les laterals són d'estil gòtic; una d'elles és molt senzilla amb un arc dibuixat a la llinda i l'altre és d'arc conopial amb formes calades. Les del segon pis tenen forma rectangular sense cap decoració. A l'altra façana només s'aprecien elements propis de la restauració feta als anys setanta del segle xx. L'estucat que s'ha fet a les dues façanes no permet veure l'obra; només ha respectat el portal i els marcs de les finestres.

## Història
El seu emplaçament, a tocar de l'antiga casa del Gremi de Paraires i Teixidors, avui convertida en Casa de la Vila, pot indicar un fet que també es constata a la façana: la incorporació d'elements arquitectònics d'èpoques molt diverses, propiciada per l'antiguitat i llarga tradició d'hàbitat d'aquest indret. Així, malgrat que els orígens de l'Establiment s'han de cercar a mitjans de segle xvi, a la façana es troba un finestral neogòtic al costat d'una finestra d'aire més classicista i d'una altra que respon més al tipus de llindes del segle xviii voltreganès. Va ser restaurada a mitjans del segle xx.